# Vettons
Les Vettons (en grec ancien : Ouettones) sont un peuple celto-lusitanien de la péninsule Ibérique. C'est une dénomination que les historiens grecs et romains ont employé sur l'ensemble des peuples pré-romains de culture celte qui habitent dans la partie occidentale de la péninsule Ibérique et qui partagent un dénominateur plus ou moins commun. Ils sont établis entre les fleuves Douro et Tage, notamment sur le territoire des actuelles provinces de Salamanque, Cáceres, Ávila, Zamora et Tolède. Dans la partie orientale du Portugal, il existe aussi des exemplaires de l'une de ses créations les plus caractéristiques, des verracos de pierre.
Les Vettons sont frontaliers avec divers peuples : les Vaccéens au nord, les Astures au nord-ouest, à l'est avec les Carpétans, au sud avec les Oretani, les Turduli et les Celtici et à l'ouest avec les Lusitaniens. Il est également possible qu'ils aient aussi une limite avec le territoire des Arvaques au nord-est.
Leur culture se caractérise par un caractère guerrier, mais également d'éleveur. Les différentes communautés de Vettons sont dirigées par une stratocratie qui contrôle les ressources, en particulier le bétail. Ils ont construit des installations défensives sur des zones élevées ; quelques exemples sont arrivés jusqu'à nous comme les castros ou oppida d'Ulaca, de Castro del Raso, de Sanchorreja, de Cogotas ou celui de Mesa de Miranda.
Le concept de Vetonia comme entité ethno-politique est probablement un nom postérieur dû à la nouvelle organisation territoriale de l'Hispanie romaine réalisée par Auguste dans les dernières années du Ier siècle av. J.-C..

## Origine
Les Vettons sont un groupe de tribus d'origine celtique, et celtibère, organisé depuis le IIIe siècle av. J.-C. dans une confédération tribale de force inconnue. Les noms de leurs tribus nous sont encore obscurs, mais l'étude épigraphique locale a permis l'identification des Calontienses, des Coerenses, des Caluri et des Bletonesii ;  les autres tribus restent inconnues.
Martín Almagro Gorbea considère comme « évident » que les Vettons aient appartenu à l'ensemble de peuples pré-romains qualifié comme celtique de par ses caractéristiques culturales.

## Histoire

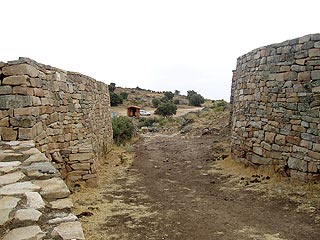
Castro de Cogotas. Reconstitution de la porte principale.

La construction de murailles des castros de Salamanque et d'Avila date de la deuxième moitié du Ve siècle av. J.-C., ceci dénote un développement de la richesse et des ressources de la communauté qui sont nécessaires pour faire face au prix économique et humain (heures de travail investies dans la construction au détriment des tâches agricoles) de la construction des dites défenses. Cette augmentation de la richesse a joué un rôle important avec la prise de contacts avec les sociétés plus avancées du sud de la péninsule et l'influence des peuples colonisateurs, avec qui des échanges sont réalisés à travers une route préhistorique qui donnera naissance à la Vía de la Plata.
Vers 500-400 av. J.-C., un changement profond se produit à l'intérieur de la péninsule. La mise en pratique de nouvelles technologies agricoles (processus de déforestation, transformation de zones boisées en pâturages et en champs pour la culture) entraîne un développement des communautés et une occupation prolongée des terres, en plus d'une croissance démographique et de l'apparition d'une hiérarchisation sociale plus importante.
L'évolution des pratiques agricoles, l'augmentation de la production et de l'accumulation de richesse ont des répercussions sur les réseaux d'échange et les contacts régionaux. L'apparition de possibles envahisseurs amène à l'apparition de murailles, de tours, des fossés : ces lieux habités fortifiés sont généralement dénommés « castros ».
Alliés traditionnels des Lusitaniens, les Vettons aident ces derniers dans leur lutte contre l'avance des Carthaginois commandés par Hasdrubal le Beau et Hannibal Barca à la fin du IIIe siècle av. J.-C. Au début de la deuxième guerre punique, ce peuple passe sous le contrôle des Puniques, puis les Vettons se libèrent du joug carthaginois en 206 av. J.-C..
Lors de la guerre lusitanienne, ils s'unissent encore une fois aux Lusitaniens dans leurs attaques contre la Bétique, la Carpétanie, la Cinétique et échoue dans leur raid contre la ville nord africaine d'Ocilis (Assilah, Maroc) en 153 av. J.-C.,. En 134-133 av. J.-C., ils sont intégrés à l'Hispanie ultérieure, mais continuent de piller les régions méridionales plus romanisées et pendant les guerres civiles romaines du début du Ier siècle av. J.-C.. Ils fournissent des troupes auxiliaires à l'armée de Sertorius probablement en 77-76 av. J.-C.. Ils sont écrasés par le propréteur Jules César en 61 av. J.-C., puis apportent leur soutien à la faction pompéienne et combattent à la bataille de Munda (Montilla, Cordoue) en Bétique. Les Romains commencent à fonder rapidement des colonies militaires à Kaisarobriga ou Caesarobriga (Talavera de la Reina, Tolède) et à Norba Caesarina (près de Cáceres), et vers 27-13 av. J.-C. les Vettons sont intégrés à la nouvelle province romaine créée de Lusitanie dont la capitale est Emerita Augusta (Cáceres).

## Localisation

Localisation des cités des Vettons en Péninsule Ibérique.

Les Vettons ont laissé un ensemble de castros, villages fortifiés, dans plusieurs provinces, mais surtout dans celles de Salamanque et d'Ávila. Ces villages se composaient de plusieurs enclos, dont certains pour le bétail, et sont le signe d'un niveau de civilisation avancé. Les établissements les plus importants sont :
- Castro de las Cogotas (Cardeñosa),
- Castro de la Mesa de Miranda (Chamartin de la Sierra),
- Castro de Ulaca (Villaviciosa),
- Castro del Raso (Candeleda).
- Castro de Yecla la Vieja (Yecla de Yeltes, Salamanque)
- Castro de Las Merchanas (Lumbrales, Salamanque)
- Castro de Saldeana (Saldeana, Salamanque)
- Castro de El Berrueco (El Tejado, Salamanque)
- Castro de La Coraja (Aldeacentenera, Cáceres)
- Castro de Villasviejas del Tamuja (Botija, Cáceres)

Les nombreuses tombes découvertes dans les nécropoles de ces castros soulignent l'importance des guerriers dans la culture vétone.
De l'époque des Vettons, qui ont laissé en héritage de nombreux monuments de pierre (verracos) dispersés sur leur territoire, date aussi le jeu traditionnel de la calva, qui est encore pratiqué dans les provinces de Castille, Salamanque, Zamora et en Biscaye.
Les voisins des Vettons étaient les Vaccéens au nord, les Carpétans à l'est, les Orétans et les Turdules au sud et les Lusitaniens à l'ouest.

## Culture
Du point de vue de l'archéologie, ce territoire correspond à celui occupé par la culture des Cogotas ou des verrats (verracos). Cette culture se développe à partir du Ve siècle av. J.-C. à partir de la culture préexistante Cogotas I, à la fin de l'âge du bronze, influencée par l'arrivée progressive de peuples indo-Européens. Selon les archéologues, les premiers indigènes auraient eu une économie pastorale de transhumance, avec une agriculture rudimentaire, et des contacts avec les Palendones du nord de Soria et avec les Indo-Européens arrivés sur ces terres ou leur influence culturelle, l'utilisation plus courante du fer, l'apparition de nouveaux types de céramiques et la possibilité de cultiver les graminées.
La construction des murailles des castros de Salamanque et Ávila au Ve siècle av. J.-C., dénote un accroissement de la richesse et des ressources de la communauté. Cet accroissement de la richesse est probablement dû en partie aux contacts avec des sociétés plus avancées du sud de la péninsule et les influences des peuples colonisateurs avec lesquels s'effectuaient les échanges par une route préhistorique qui deviendra plus tard la route de l'argent.
|                                                                       |
| Verraco de granite de Ciudad Rodrigo, probablement d'origine vettone. |

|                                                |
| Autel des sacrifices vetton à Ávila (Espagne). |

|                                                         |
| Verraco vetton à Mingorría (Castille-et-León, Espagne). |

|                                          |
| Fibule vettone exposée au musée d'Ávila. |

#### Fond antique
- Appien, Iberiké.
- Jules César, De Bello Civili.
- Tite-Live, Periochae.

#### Ouvrages
- (es) Martín Almagro Gorbea et Jesús Rafael Álvarez-Sanchís, Celtas y Vettones. Catálogo de la exposición, Ávila, Institución Gran Duque de Ávila. Real Academia de la Historia, 2001, 3e éd..
- (es) Jesús Rafael Álvarez-Sanchís, Los vettones, Madrid, Real Academia de la Historia, 2003 (1re éd. 1999) (ISBN 978-84-95983-16-9, lire en ligne).
- (en) Aedeen Cremin, The Celts in Europe, Sydney, Sydney Series in Celtic Studies 2, Centre for Celtic Studies, University of Sydney, 1992, 120 p. (ISBN 0-86758-624-9).
- (es) Antonio García y Bellido, Las colonias romanas de la provincia Lusitania, Historia y Arqueología de las civilizaciones, 1958 (lire en ligne).
- John Haywood, Atlas historique des Celtes, Paris, éditions Autrement, 2002, 144 p. (ISBN 2-7467-0187-1).
- (en) John T. Koch, Celtic Culture : A Historical Encyclopedia, vol. 5, ABC-CLIO, 2006, 2128 p.
- Venceslas Kruta, Les Celtes, Histoire et Dictionnaire, Paris, Éditions Robert Laffont, coll. « Bouquins », 2000, 1005 p. (ISBN 2-7028-6261-6).
- (es) Ángel Montenegro, Historia de España 2 : colonizaciones y formación de los pueblos prerromanos (1200-218 a.C), Madrid, Editorial Gredos, 1989, 594 p. (ISBN 84-249-1386-8).
- (es) Francisco Burillo Mozota, Los Celtíberos, etnias y estados, Barcelone, Crítica, 1998, 423 p. (ISBN 84-7423-891-9).
- (es) Eduardo Sánchez Moreno, Vetones : historia y arqueología de un pueblo prerromano, Madrid, Ediciones de la Universidad Autónoma, 2000, 322 p. (ISBN 84-7477-759-3).
- (es) Manuel Salinas de Frías (es), Los Vettones : indigenismo y romanización en el occidente de la meseta, Salamanque, Ediciones Universidad Salamanca, 2001, 230 p. (ISBN 84-7800-881-0, lire en ligne).

#### Articles
- AE, « Lusitanie, 543 », L’Année épigraphique. Revue des publications épigraphiques relatives à l’Antiquité romaine, Paris,‎ 1985.
- Christophe Bonnaud, « Vettonia antiqua: les limites ethniques et administratives d’un peuple de l’ouest de la Meseta dans l’Antiquité », Studia Historica. Historia Antiqua, no 20,‎ 2002, p. 171-199.
- Christophe Bonnaud, « Les castros vettons et leurs populations au Second Âge du Fer (Ve siècle-IIe siècle avant J.-C.), I Implantation et systèmes défensives », Revista Portuguesa de Arqueologia, vol. 8, no 1,‎ 2005, p. 209-242 (ISSN 0874-2782).
- Christophe Bonnaud, « Les castros vettons et leurs populations au Second Âge du Fer (Ve siècle-IIe siècle avant J.-C.), II: l’habitat, l’économie, la société », Revista Portuguesa de Arqueologia, vol. 8, no 2,‎ 2005, p. 209-242 (ISSN 0874-2782).
- (en) Carlos Benjamín Jordán Cólera (ca), « The Celts in the Iberian Peninsula: Celtiberian », e-Keltoi,‎ 16 mars 2007 (lire en ligne, consulté le 24 juillet 2017).
- (es) Martín Almagro Gorbea, « Celtas y vetones », Arqueología Vettona. La Meseta Occidental en la Edad del Hierro). Zona arqueológica,‎ 2008, p. 44-61 (ISSN 1579-7384, lire en ligne, consulté le 1er juillet 2017).
- (en) Jesús R. Álvarez Sanchís, « Oppida and Celtic society in western Spain », e-Keltoi: Journal of Interdisciplinary Celtic Studies, vol. 6,‎ 2005, p. 255-285 (ISSN 1540-4889, lire en ligne, consulté le 29 juin 2017).
- (es) José Manuel Roldán Hervás, « Fuentes antiguas para el estudio de los vettones », Zephyrus, nos 19-20,‎ 1968-1969, p. 73-106.
- (es) Gonzalo Ruiz Zapatero et Jesús Rafael Álvarez Sanchís, « Etnicidad y arqueología: tras la identidad de los Vettones », Spal. Revista de prehistoria y arqueología, no 11,‎ 2002, p. 259-283.
- (es) Gonzalo Ruiz Zapatero et Jesús Rafael Álvarez Sanchís, « Los verracos y los vettones », Zona arqueológica (Ejemplar dedicado a: Arqueología Vettona: La meseta occidental en la edad del hierro),‎ 2008, p. 214-231.
- (es) Eduardo Sánchez Moreno, « Vetones y Vettonia: Etnicidad versus ordenatio romana », Lusitanos y vettones: los pueblos prerromanos en la actual demarcación Beira Baixa, Alto Alentejo, Cáceres / coord. por Primitivo J. Sanabria Marcos,‎ 2009, p. 65-82 (lire en ligne, consulté le 29 juin 2017).

#### Chapitres
- (es) Jesús Rafael Álvarez-Sanchís, « Castros y Aldeas. Los vettones en el valle del Tajo », dans J. Pereira, Historia de Castilla-La Mancha. Prehistoria, Tolède, 2007, p. 199-216.
- (es) Eduardo Sánchez Moreno, « Los confines de la Vettonia meridional: identidades y fronteras », dans G. Carrasco, Los pueblos prerromanos en Castilla-La Mancha, Cuenca, Ediciones de la Universidad de Castilla-La Mancha, 2007, p. 107-164.